# Variación acotada

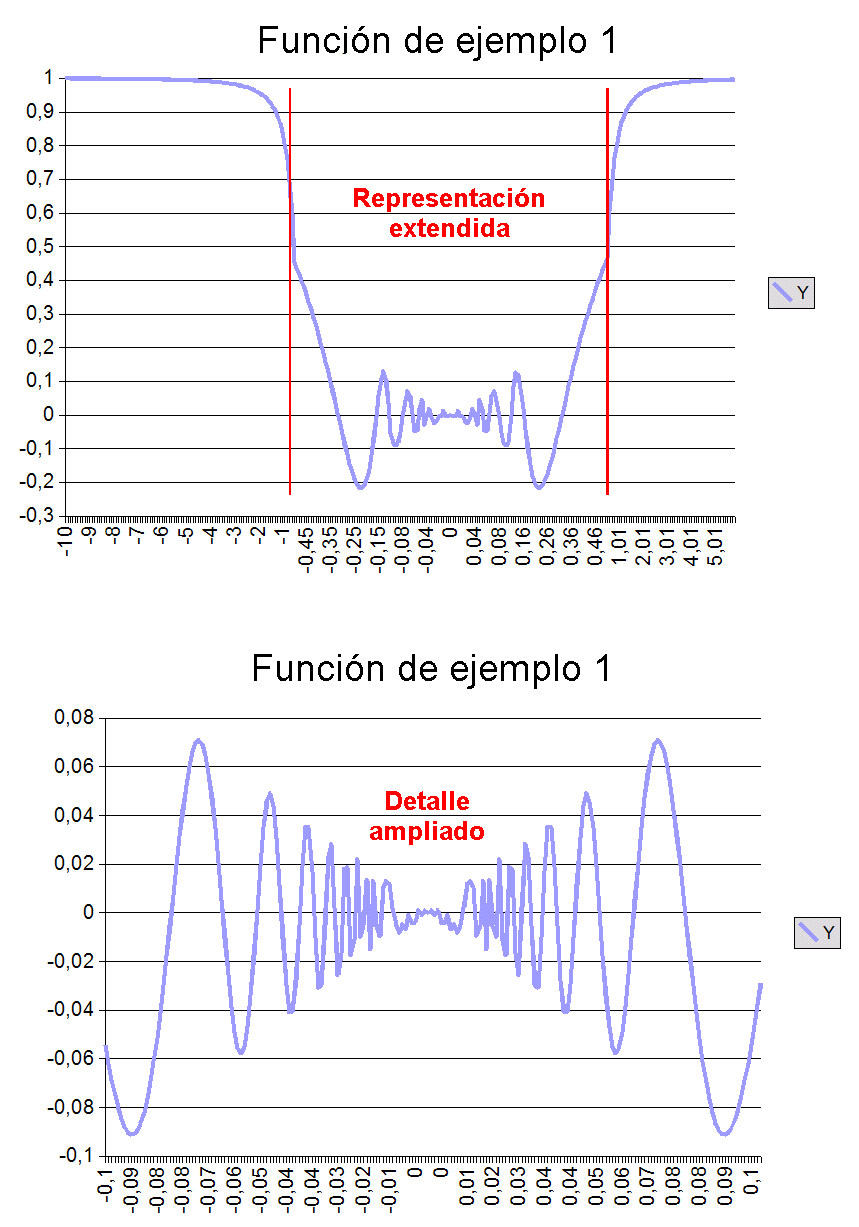
Ejemplos de funciones de variación ilimitada

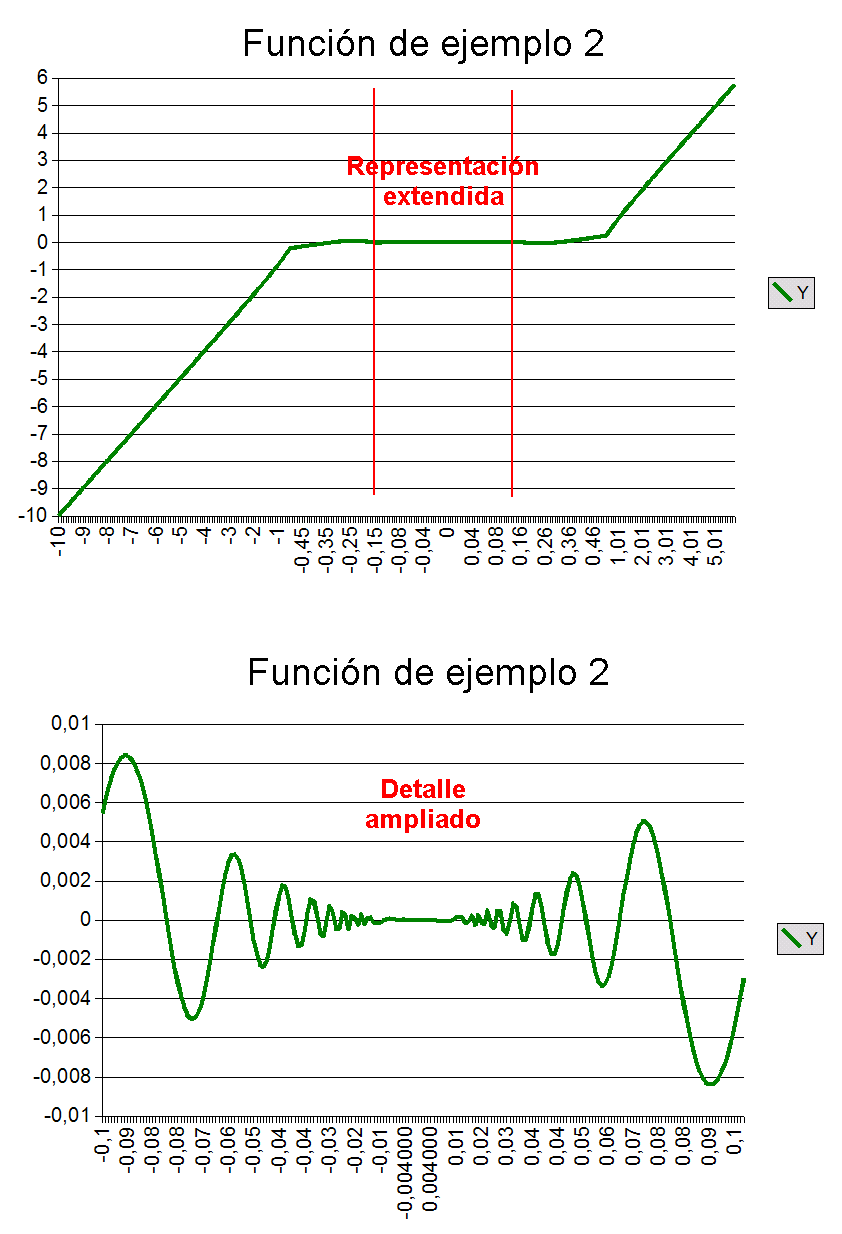
Ejemplos de funciones de variación acotada

En análisis matemático, una función es de variación acotada (o también denominada de "fluctuación limitada") si su variación total ("fluctuación total") es finita, es decir, no oscila en un grado arbitrario. Estos términos están estrechamente relacionados con la continuidad y la integrabilidad de funciones.
El espacio de todas las funciones de variación acotada en el dominio {\displaystyle \Omega } se denota por {\displaystyle BV(\Omega )}.
El concepto se remonta a Camille Jordan.

## Funciones reales

### Definición
La variación total de una función de variable real {\displaystyle f\colon [a,b]\to \mathbb {R} } definida en un intervalo cerrado es el supremo
{\displaystyle \sup _{P}\sum _{i}|f(x_{i+1})-f(x_{i})|,}
donde este supremo se forma a partir de todas las posibles particiones {\displaystyle P=\{x_{1},\dotsc ,x_{n}\mid x_{1}<\dotsb <x_{n}\}} del intervalo {\displaystyle [a,b]}. El {\displaystyle n} aquí  especificado depende de {\displaystyle P}.
En concreto, las funciones continuas de variación acotada son integrables de Riemann-Stieltjes. Por eso {\displaystyle BV[a,b]} puede equiparse con una seminorma:
{\displaystyle n(f)=\sup _{\varphi }\int _{a}^{b}f(x)\varphi '(x)\,\mathrm {d} x}.
Aquí, el supremo se forma a partir de todas las funciones {\displaystyle \mathrm {\varphi } } continuamente diferenciables con soporte compacto y valores de la función en el intervalo {\displaystyle [-1,1]}.
La seminorma concuerda con el supremo, que define la variación acotada.

### Ejemplo

Ejemplo de variación ilimitada

Un ejemplo simple de una función con variación ilimitada es {\displaystyle \textstyle x\mapsto \sin({\frac {1}{x}})} cerca de {\displaystyle x=0}. Es claramente comprensible que el valor del cociente {\displaystyle {\tfrac {1}{x}}} para {\displaystyle x\to 0} crecerá cada vez más rápido hacia ∞ a medida que se acerca a 0 y, por lo tanto, el seno de este valor realizará un número infinito de oscilaciones. Este hecho se muestra en la imagen de la derecha.
La función
{\displaystyle f(x)={\begin{cases}0,&{\text{ si }}x=0\\x\sin(1/x),&{\text{ si }}x\neq 0\end{cases}}}
Tampoco tiene una fluctuación limitada en el intervalo [0, 1], a diferencia de la función:
{\displaystyle g(x)={\begin{cases}0,&{\text{ si }}x=0\\x^{2}\sin(1/x),&{\text{ si }}x\neq 0\end{cases}}}.
Aquí, la variación del término seno, que aumenta bruscamente para {\displaystyle x\to 0}, se ve suficientemente amortiguada por la potencia al cuadrado adicional.

### Extensiones
Esta definición también se puede utilizar para funciones complejas o funciones con valores en un espacio métrico {\displaystyle (Y,d)} (en este último caso, reemplácese {\displaystyle \vert f(x_{i+1})-f(x_{i})\vert } por {\displaystyle d(f(x_{i}),f(x_{i+1}))}).

## FuncionesBVen varias variables
Las funciones de variación acotada, o funciones {\displaystyle BV}, son funciones cuyas derivadas distributivas son valores vectoriales con medidas de Radon finitas. De manera más precisa:

### Definición
Sea {\displaystyle \Omega } un subconjunto abierto de {\displaystyle \mathbb {R} ^{n}}. Una función {\displaystyle u\in L^{1}(\Omega )} es de variación acotada o elemento de {\displaystyle BV(\Omega )} si su derivada distribucional es una medida de Radon finita, con signo y con valor vectorial. Es decir, existe {\displaystyle Du\in {\mathcal {M}}(\Omega ,\mathbb {R} ^{n})}, de modo que se cumple que
{\displaystyle \int _{\Omega }u(x)\,\operatorname {div} {\varphi }(x)\mathrm {d} x=-\int _{\Omega }\langle \varphi ,Du(x)\rangle \qquad {\text{ para todo }}{\varphi }\in C_{c}^{1}(\Omega ,\mathbb {R} ^{n})}

## Conexión con curvas rectificables
Una función continua {\displaystyle f\colon [a,b]\to \mathbb {R} } también puede entenderse como un camino en un espacio métrico {\displaystyle \mathbb {R} }. Se cumple que {\displaystyle f} tiene una variación acotada si y solo si {\displaystyle f} es un camino rectificable, es decir, tiene una longitud finita.

## Conexión con la teoría de la medida
En teoría de la medida, las funciones con valores reales/complejos de variación acotada son exactamente las funciones de distribución de medidas de Borel con signo (o complejas) en {\displaystyle \mathbb {R} }.